# چوگان کابویی
چوگان کابویی (به انگلیسی: Cowboy polo) ورزشی از دسته ورزش‌های چوگانی می‌باشد . در این ورزش بازیکنان در حالی که بر روی اسب سوارند باید سعی کنند که با چکش (همان دستهٔ مخصوص بازی) توپ را داخل دروازهٔ تیم مقابل کنند. این ورزش را می‌توان مشابه چوگان سنتی دانست با این تفاوت که توپ بازی در چوگان کابویی، بزرگتر از سنتی است. این ورزش در غرب ایالات متحده آمریکا بازی برگزار می‌شود و دارای طرفدارانی نیز هست.